# Універсальна обгортуюча алгебра
Універсальна обгортуюча алгебра — асоціативна алгебра, яка може бути побудована для будь-якої алгебри Лі, переймає багато важливих властивостей вихідної алгебри, що дозволяє застосувати більш широкі засоби для вивчення вихідної алгебри. 
Асоціативна алгебра {\displaystyle A} над полем {\displaystyle K} має природну структуру алгебри Лі над {\displaystyle K} з дужкою Лі: {\displaystyle [a,b]=ab-ba}, тобто, з асоціативного добутку можна одержати дужку Лі за допомогою простого взяття комутатора. Ця алгебру Лі позначається {\displaystyle A_{L}}. Побудова універсальної обгортуючої алгебри намагається обернути цей процес: для даної алгебри Лі {\displaystyle {\mathfrak {g}}} над {\displaystyle K} знаходять «найбільш загальну» асоціативну {\displaystyle K}-алгебру {\displaystyle U({\mathfrak {g}})} таку, що алгебра Лі {\displaystyle U_{L}} містить {\displaystyle {\mathfrak {g}}}. 

## Мотивація
Важливим розділом у вивченні алгебри Лі є представлення алгебри Лі. Представлення {\displaystyle \rho } зіставляє кожному елементу x алгебри Лі лінійний оператор {\displaystyle \rho (x)}. Для даних лінійних операторів можна розглядати не тільки дужки Лі але також і добутки {\displaystyle \rho (x)\rho (y)}. Суть введення універсальної обгортуючої алгебри у вивченні таких добутків для різних представленнях алгебри Лі. Відразу бачиться одна перешкода в наївній спробі зробити це: властивості добутків докорінно залежать від обраного представлення, а не тільки від самої алгебри Лі. Наприклад, для одного представлення можна отримати {\displaystyle \rho (x)\rho (y)=0}, тоді як для іншого цей добуток може бути ненульовим. Проте певні властивості є універсальними для всіх представлень, тобто справедливими для всіх представлень одночасно. Універсальна обгортуюча алгебра — спосіб охопити всі такі властивості і тільки їх.

## Пряма побудова
Побудова універсальної обгортуючої алгебри починається із тензорної алгебри {\displaystyle T({\mathfrak {g}})} на векторному просторі алгебри {\displaystyle {\mathfrak {g}}}
{\displaystyle T({\mathfrak {g}})=K\,\oplus \,{\mathfrak {g}}\,\oplus \,({\mathfrak {g}}\otimes {\mathfrak {g}})\,\oplus \,({\mathfrak {g}}\otimes {\mathfrak {g}}\otimes {\mathfrak {g}})\,\oplus \,\cdots }
Універсальна обгортуюча алгебра {\displaystyle U({\mathfrak {g}})} одержується як фактор-простір {\displaystyle T({\mathfrak {g}})} за співвідношеннями:
{\displaystyle a\otimes b-b\otimes a=[a,b]}
для всіх {\displaystyle a} і {\displaystyle b} в {\displaystyle {\mathfrak {g}}}, де дужки в правій частині виразу позначають комутатор в {\displaystyle {\mathfrak {g}}}.
Формально:
{\displaystyle U({\mathfrak {g}})=T({\mathfrak {g}})/I}
де {\displaystyle I} — двосторонній ідеал {\displaystyle T({\mathfrak {g}})}, породжений елементами виду
{\displaystyle a\otimes b-b\otimes a-[a,b],\quad a,b\in {\mathfrak {g}}.}
Природне відображення {\displaystyle {\mathfrak {g}}\to T({\mathfrak {g}})} зводиться до відображення {\displaystyle h\colon {\mathfrak {g}}\to U_{L}}.

### Універсальна властивість
Нехай {\displaystyle {\mathfrak {g}}} — довільна алгебра Лі над полем {\displaystyle K}. Алгебри {\displaystyle U} задовольняє універсальній властивості: для будь-якої асоціативної алгебри {\displaystyle A} з одиницею і гомоморфізму алгебр Лі
{\displaystyle f\colon {\mathfrak {g}}\to A_{L}}
існує єдиний гомоморфізм асоціативних алгебр з одиницею
{\displaystyle g\colon U\to A}
такий, що
{\displaystyle f=gh.}
Цю універсальну властивість також можна розуміти так: функтор, що відображає {\displaystyle {\mathfrak {g}}} в її універсальну обгортуючу алгебру є спряженим зліва до функтора, що відображає асоціативну алгебру {\displaystyle A} у відповідну алгебру Лі {\displaystyle A_{L}}.
З універсальної властивості можна довести, що якщо алгебра Лі має універсальну обгортуючу алгебру, то ця обгортуюча алгебра єдиним чином визначається алгеброю {\displaystyle {\mathfrak {g}}} (з точністю до ізоморфізму).

## Приклади
- Якщо {\displaystyle {\mathfrak {g}}} є абелевою (тобто, комутатор завжди рівний 0), то {\displaystyle U({\mathfrak {g}})} є коммутативною; якщо обраний базис векторного простору {\displaystyle {\mathfrak {g}}}, то {\displaystyle U({\mathfrak {g}})} може розглядатися як алгебра многочленів над {\displaystyle K}, з однією змінною для кожного базисного елемента.

- Якщо {\displaystyle {\mathfrak {g}}} — алгебра Лі групи Лі {\displaystyle G}, {\displaystyle U({\mathfrak {g}})} може розглядатися як алгебра лівоінваріантних диференціальних операторів (всіх порядків) на {\displaystyle G}, що містить {\displaystyle {\mathfrak {g}}} як диференціальних операторів першого порядку (які знаходяться під взаємній відповідності з лівоінваріантними векторними полями на {\displaystyle G}).

- Центр алгебри {\displaystyle U({\mathfrak {g}})} позначається через {\displaystyle Z({\mathfrak {g}})} і складається з диференціальних операторів, які є інваріантними як щодо лівої дії групи, так і щодо правої; в разі некомутативності {\displaystyle G} центр часто вже не породжується операторами першого порядку (наприклад, оператор Казиміра ніпівпростої алгебри Лі).

- Також {\displaystyle U({\mathfrak {g}})} можна охарактеризувати як алгебру узагальнених функцій з носієм на одиничному елементі {\displaystyle e} групи {\displaystyle G} з операцією згортки.

- Алгебра Вейля диференціальних операторів від {\displaystyle n} змінних з поліноміальними коефіцієнтами може бути отримана, починаючи з алгебри Лі групи Гейзенберга. Для цього необхідно профакторизувати її так, щоб центральні елементи даної алгебри Лі діяли як скаляри.

## Властивості
- Фундаментальна теорема Пуанкаре — Біркгофа — Вітта дає точний опис {\displaystyle U({\mathfrak {g}})}; найбільш важливий наслідок з неї - це те, що {\displaystyle {\mathfrak {g}}} може розглядатися як лінійний підпростір {\displaystyle U({\mathfrak {g}})}. Більш точно: канонічне відображення {\displaystyle h\colon {\mathfrak {g}}\to U({\mathfrak {g}})} завжди є ін'єктивним. Окрім того, {\displaystyle U({\mathfrak {g}})} породжується {\displaystyle {\mathfrak {g}}} як асоціативна алгебра з одиницею.

- {\displaystyle {\mathfrak {g}}} діє на собі за допомогою приєднаного представлення алгебри Лі, і ця дія може бути розширено на представлення {\displaystyle {\mathfrak {g}}} в ендоморфізми {\displaystyle U({\mathfrak {g}})}: {\displaystyle {\mathfrak {g}}} діє як алгебра похідних на {\displaystyle T({\mathfrak {g}})}, і ця дія зберігає накладені співвідношення, тому вона фактично діє на {\displaystyle U({\mathfrak {g}})}.

- При такому представленні, елементи {\displaystyle U({\mathfrak {g}})}, що є інваріантними при дії {\displaystyle {\mathfrak {g}}} (тобто дія на них будь-якого елемента {\displaystyle {\mathfrak {g}}} є тривіальною), називаються інваріантними елементами. Вони породжуються інваріантами Казимира.

- Конструкція універсальної обгортуючої алгебри є частиною пари спряжених функторів. {\displaystyle U} — функтор з категорії алгебр Лі над {\displaystyle K} у категорію асоціативних {\displaystyle K}-алгебр з одиницею. Цей функтор є спряженим зліва до функтора, що відображає алгебру {\displaystyle A} в алгебру {\displaystyle A_{L}}. Проте конструкція універсальної обгортуючої алгебри не є точно оберненою до формування {\displaystyle A_{L}}: якщо почати з асоціативної алгебри {\displaystyle A}, то {\displaystyle U(A_{L})} не є рівною {\displaystyle A}, а є значно більшою.

- Абелева категорія всіх представлень {\displaystyle {\mathfrak {g}}} є ізоморфною абелевій категорії всіх лівих модулів над {\displaystyle U({\mathfrak {g}})}.

- Побудова групової алгебри деякої групи багато в чому є аналогічною побудові універсальної обгортуючої алгебри для заданої алгебри Лі. Обидві побудови є універсальними і переносять теорію представлень в теорію модулів. Більш того, як групові алгебри, так і універсальні обгортуючі алгебри мають природну структуру комноження, які перетворюють їх в алгебру Гопфа.